# Rue Henri-Barbusse (Noisy-le-Sec)
Pour les articles homonymes, voir Rue Henri-Barbusse.
La rue Henri-Barbusse à Noisy-le-Sec est une voie de communication de cette ville.

## Situation et accès
Partant de l'ouest, cette rue croise d'abord la rue Jean-Jaurès, puis la rue Pierre-Brossolette. Elle se termine au carrefour du boulevard Michelet et de l'avenue Marceau, dans l'axe de la rue Denfert-Rochereau.

## Origine du nom

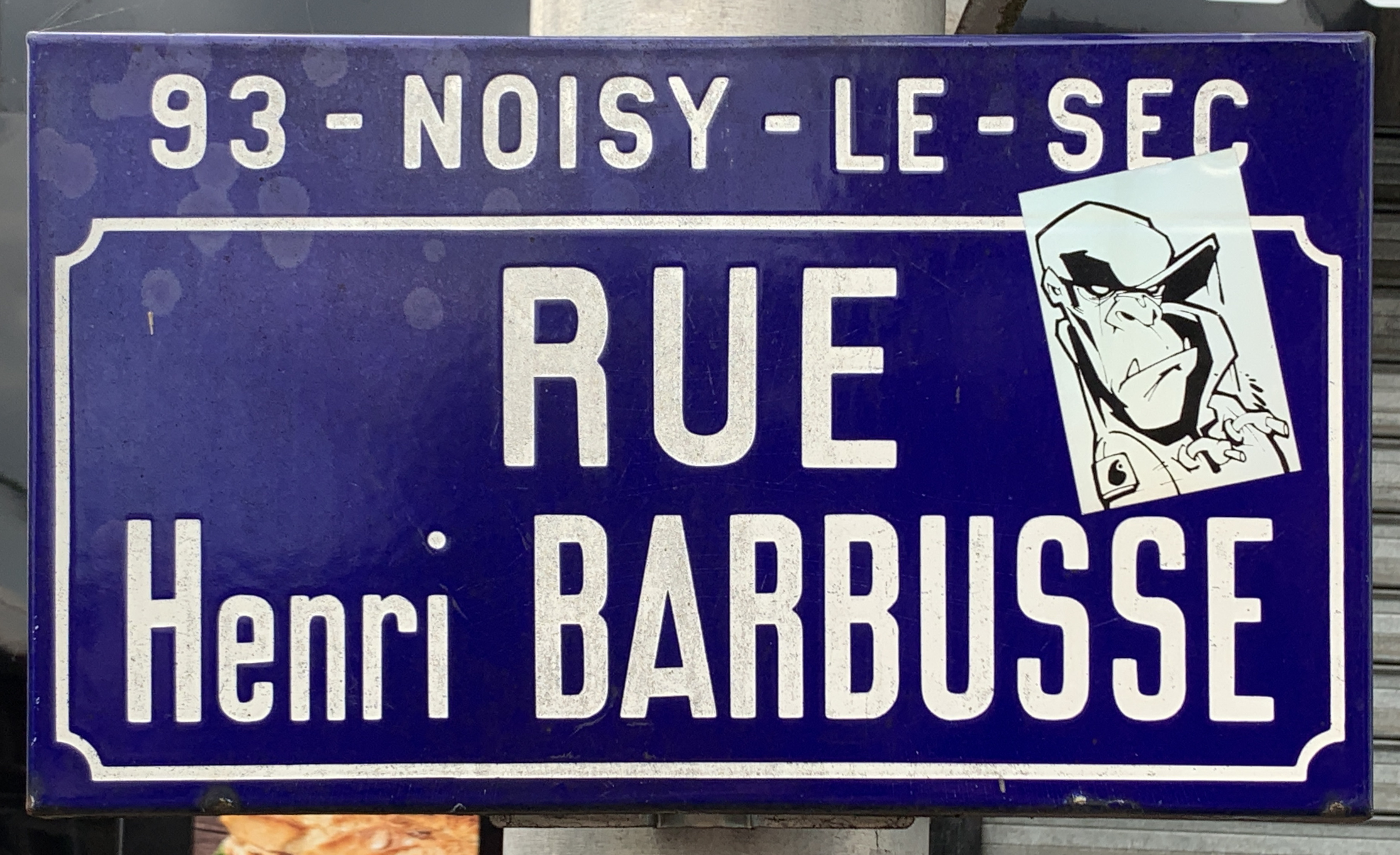
Plaque de la rue.

Cette rue est nommée le 2 octobre 1935 en hommage à l'écrivain Henri Barbusse (1873-1935), à la partie de la rue Denfert-Rochereau, située entre la rue Saint-Denis et le boulevard Michelet.
Elle fut débaptisée pendant l’Occupation de la France par l'Allemagne pendant la Seconde Guerre mondiale, pour des raisons liées à l'engagement politique d'Henri Barbusse. Elle reprit son nom par délibération du Conseil Municipal du 16 octobre 1944.

## Historique
Cette voie apparait sur un plan de 1810, et y est appelée Chemin du bout d’en bas à Merlan, du nom de la seigneurie de Merlan, dont la rue de Merlan a gardé le nom.

## Bâtiments remarquables et lieux de mémoire
- Square Arnaud-Beltrame[4], anciennement square Carnot.